# Sinal (matemática)

Os sinais “mais” e “menos” são utilizados para mostrar o sinal de um número inteiro, racional ou real.

Em matemática, a palavra sinal refere-se à propriedade de ser positivo ou negativo. Todos os números inteiros diferentes de zero são positivos ou negativos, e tem portanto um sinal, embora o positivo seja normalmente, graficamente, omitido. O mesmo ocorre para os números racionais ou reais não nulos (para os números complexos, por outro lado, não pode-se definir um sinal global, só sinais para as partes real e imaginária, já que não são um conjunto que admita um ordem compatível com a multiplicação).
O sinal de um número é representado com os sinais mais e menos, «+» e «−». A palavra «sinal» também é utilizada para referir-se a estes símbolos matemáticos, entre outros (como o sinal de multiplicação).
A origem da regra dos sinais da multiplicação, tal como a conhecemos hoje, é, geralmente, atribuída a Diofanto de Alexandria.

## Sinal de um número
Em matemática (e suas aplicações) é necessário às vezes representar quantidades menores que zero. Existem diversos exemplos:
- Temperatura: a zero graus Celsius, 0°C, a água congela; entretanto, é possível esfriar ainda mais o gelo e outras substâncias, e tais temperaturas são portanto menores que 0°C.
- Altitude: em geografia, a altitude de um ponto é medida em relação ao nível do mar. Algumas zonas deprimidas podem estar abaixo do nível do mar, e portanto sua altitude é menor que zero metros, 0 m.

Os números menores que zero são números negativos e para representá-los lhes é adicionado um sinal menos, «−».
| “ | Um número negativo é representado como um número ordinário com um sinal menos anterior: −1, −3/4, −53,7, etc. | ” |

Todos os números negativos são consequentemente menores que zero: −2 < 0 , −7/2 < 0, etc. Os números maiores que zero, como 1, 7, 13/5, ..., são números positivos, e para distinguí-los melhor dos negativos, lhe é adicionado um sinal mais «+» anterior:
| “ | Um número positivo é representado como um número ordinário com um sinal mais anterior: +4, +7/11, +21,4, etc. | ” |

Assim que 5 e +5 representam o mesmo número. Como os números positivos são maiores que zero tem-se que : 5 > 0 , 9,4 > 0 , etc.
O sinal de um número é portanto uma maneira de tratar tanto do símbolo que o precede, como da propriedade que tem esse número de ser maior ou menor que zero.
É habitual também distinguir entre a propriedade de ser positivo e a propriedade de ser não negativo, e ‘’vice versa’’. Como seu próprio nome indica, um número que é não negativo não é negativo, pelo que o é positivo ou é o zero:
| “ | • Um número não negativo é um número que ou é positivo, ou é zero. • Um número não positivo é um número que ou é negativo, ou é zero. | ” |

Uma maneira de representar isso é mediante os símbolos «maior ou igual» e «menor ou igual», ≥ e ≤. Os números não negativos são maiores ou iguais a zero, ≥ 0; e os números não positivos são menores ou iguais a zero, ≤ 0.

### Sinal de zero
O zero, 0, não é um número positivo nem negativo, já que não é maior nem menor que si mesmo. Entretanto, pode ser representado com sinal mais ou menos, +0 ou −0, indistintamente, já que não causa nenhuma ambiguidade nas operações aritméticas.
(Em alguns contextos, o sinal de zero pode ser relevante, de forma que +0 e −0 representem coias distintas. Ver zero com sinal.)

### Regra dos sinais
A regra dos sinais resume o comportamento do produto de números positivos e negativos. O produto dos números positivos é evidentemente um número positivo, igualmente pode-se argumentar intuitivamente que o produto de um número negativo por um positivo é negativo. Menos intuitivo é o fato de que o produto dos números negativos é um número positivo. A regra de signos se expressa mediante quatro partes:
{\displaystyle (+)\cdot (+)=(+)} (o produto de dois números positivos é positivo)
{\displaystyle (-)\cdot (-)=(+)} (o produto de dois números negativos é um número positivo)
{\displaystyle (+)\cdot (-)=(-)} (o produto de um número positivo e um negativo é negativo), e pela propriedade comutativa da multiplicação,
{\displaystyle (-)\cdot (+)=(-)} (o produto de um número negativo e um positivo é negativo)

## Função sinal

A função sinal.

A função sinal, sgn(x) é uma função que só depende do sinal do número sobre o qual atua. Isto significa que sgn(x) tem um certo valor para todos os números positivos, outro certo valor para todos os números negativos, e outro para zero. Mais concretamente, a função sinal é:
| “ | {\displaystyle {\text{sgn}}(x)=\left\{{\begin{array}{rcl}-1&{\text{si}}&x<0\\0&{\text{si}}&x=0\\1&{\text{si}}&x>0\end{array}}\right.} | ” |

## Existência de sinal
O fato de que o sinal pode ser definido em um conjunto de números que formam um anel requer sua definição uma relação de ordem total e conjunto de  números positivos (ou noção de positividade)

O sinal pode ser definido sempre que possa definir-se a noção de positividade ou conjunto de números positivos P que satisfaz as seguintes condições:
1. Dados dois números a e b que pertencem a P, então a + b pertencem a P.
2. Dados dois números a e b que pertencem a P, então a · b pertencem a P.
3. Se {\displaystyle \scriptstyle c\in P} só uma das seguintes proposições é válida:

{\displaystyle c\in P,\qquad c=0,\qquad -c\in P}
onde {\displaystyle -c\,} designa o elemento oposto em relação à soma.
O fato que os números complexos não admitam um sinal compatível com o definido para os números reais se reflete em que tanto a suposição de que {\displaystyle \scriptstyle i\ >\ 0} e {\displaystyle \scriptstyle i\ <\ 0} conduzem à contradição:
Se {\displaystyle \scriptstyle 0\ <\ i} isso implicaría que {\displaystyle \scriptstyle 0\ <\ i\cdot i\ =\ -1}
Se {\displaystyle \scriptstyle 0\ >\ i} então {\displaystyle \scriptstyle -i\ >\ 0} e isso implicaría que {\displaystyle \scriptstyle 0\ <\ (-i)\cdot (-i)\ =\ -1}
Nos dois casos se obtém uma contradição.
Para os corpos finitos tampouco se pode definir a noção de sinal já que ao ser cíclicos em relação à multiplicação existe um n tal que:
{\displaystyle \overbrace {a+\dots +a} ^{n}=-a}
Pela primeira condição que define o conjunto dos positivos, se {\displaystyle \scriptstyle a>0} então o primeiro termo deve ser positivo, mas pela terceira condição {\displaystyle \scriptstyle -a<0}, o que é uma contradição.

## Significados de sinal

### Sinal de um ângulo

Medindo-se a partir do eixo x, os ângulos sobre o círculo unitário contam como positivos na direção anti-horária, e negativos na direção horária.

Em muitos contextos, é comum para associar um sinal com a medida de um ângulo, particularmente um ângulo orientado ou um ângulo de rotação. Em tal situação, o sinal indica se o ângulo é no sentido horário ou no sentido anti-horário. Através de diferentes convenções tal pode ser usado, sendo comum em matemática ter-se ângulos no sentido anti-horário considerados como positivo, e os ângulos no sentido horário considerados como negativo.
É igualmente possível associar um sinal para um ângulo de rotação, em três dimensões, assumindo que o eixo de rotação tenha sido orientado. Especificamente, uma rotação “destra” (dextrogira) em torno de um eixo orientado normalmente conta como positivo, enquanto uma rotação “canhota” (sinistrogira) conta como negativa.

### Sinal de uma alteração
Quando uma grandeza x altera-se ao longo do tempo, a alteração no valor de x é tipicamente definida pela equação
{\displaystyle \Delta x=x_{\text{final}}-x_{\text{initial}}.\,}
Usando essa convenção, um aumento em x  conta como uma mudança positiva, enquanto que uma diminuição de x conta  como variação negativa. Em cálculo, esta mesma convenção é utilizada na definição de derivada. Como resultado, qualquer aumento da função tem derivada positiva, enquanto que uma função decrescente tem derivada negativa.

### Sinal de uma direção
Em geometria analítica e física, é comum rotular determinadas direções como positivas ou negativas. Para um exemplo básico, a reta numérica é geralmente desenhada com números positivos para a direita e números negativos para a esquerda:
Como resultado, quando se discute movimento retilíneo, deslocamento ou velocidade à direita é geralmente considerado como sendo positivo, enquanto movimento similar à esquerda é pensado como sendo negativo.
No plano cartesiano, as indicações à direita e ascendentes são geralmente consideradas como positivas, com sendo para a direita a direção x positivo, e para cima, sendo a direção de y positivo. Se um deslocamento ou vetor velocidade é separado em seus vetores componentes, em seguida, a parte horizontal será positiva para o movimento para a direita e negativo para o movimento para a esquerda, enquanto que a parte vertical será positivo para o movimento para cima e negativo para movimento descendente.

### Sinal em computação
Em computação, um valor inteiro pode ser assinado ou não assinado, dependendo se o computador está mantendo o controle de um sinal para o número. Ao restringir a um número inteiro uma variável somente para valores não-negativos, mais um bit pode ser usado para armazenar o valor de um número. Devido à forma inteira aritmética ser realizada dentro de computadores, o sinal de uma variável inteiro assinado geralmente não é armazenado como um único bit independente, mas em vez disso é armazenada utilizando complemento de dois ou alguma outra representação de números com sinal.
Em contraste, os números reais são armazenados e manipulados como valores de ponto flutuante. Os valores de ponto flutuante são representados com três valores distintos, mantissa, expoente e sinal. Dado este ‘’bit’’ de sinal separado, é possível representar ambos zero positivo e negativo. A maioria das linguagens de programação normalmente trata de zero positivo e zero negativo como valores equivalentes, embora elas forneçam meios pelos quais a distinção possa ser detectada.

### Outros significados

Carga elétrica pode ser positiva ou negativa.

Em adição ao sinal de um número real, a palavra sinal é também usada em vários meios relacionados entre matemática e ciência:
- A expressão até o sinal significa que para uma grandeza q sabe-se tanto q = Q como q = −Q para certo Q. Isso é frequentemente expresso como q = ±Q. Para números reais, isso significa que somente o valor absoluto |q| da grandeza é conhecido. Para números complexos e vetores, uma grandeza conhecida “até o sinal” é uma condição mais forte que uma grandeza que conhece-se a magnitude: à parte Q e −Q, existem muitos outros valores possíveis de q tais que |q| = |Q|.
- O sinal de uma permutação é definido como sendo positivo se a permutação é par, e negativa se a permutação é ímpar.
- Em teoria dos grafos, um grafo assinalado é um grafo no qual cada aresta tenha sido marcada com um sinal positivo ou negativo.[4]
- Em análise matemática, uma medida com sinal é uma generalização do conceito de medida no qual a medida de um conjunto pode ter valores positivos ou negativos.
- Em uma representação de dígitos assinalados, cada dígito de um número pode ter um sinal positivo ou negativo.
- As ideias de área assinalada e volume assinalado às vezes são usadas quando é conveniente para determinadas áreas ou volumes serem contadas negativas. Isto é particularmente verdadeiro na teoria de determinantes.
- Em física, qualquer carga elétrica vem com um sinal, positivo ou negativo. Por convenção, uma carga positiva é uma carga com o mesmo sinal que a de um próton, e uma carga negativa é uma carga com o mesmo sinal que a de um elétron.